# IBSF 6-Red-Snooker-Weltmeisterschaft
Die IBSF 6-Red-Snooker-Weltmeisterschaft ist ein seit 2013 jährlich stattfindendes Snookerturnier in der Disziplin Six-Red-Snooker. Es wird vom Amateur-Snookerverband International Billiards & Snooker Federation veranstaltet. Rekordsieger bei den Herren sind der Inder Pankaj Advani und der Waliser Darren Morgan mit zwei Titeln, Ng On Yee aus Hongkong ist mit drei Titeln Rekordsiegerin.

## Die Turniere im Überblick

### Herren
| Jahr | Austragungsort                       | Weltmeister                          | Ergebnis                             | Finalist                             | Halbfinalisten                       |                                      |
| ---- | ------------------------------------ | ------------------------------------ | ------------------------------------ | ------------------------------------ | ------------------------------------ | ------------------------------------ |
| 2013 | Carlow                               | Duane Jones                          | 6:4                                  | Michael Judge                        | Shivam Arora                         |                                      |
| 2013 | Carlow                               | Duane Jones                          | 6:4                                  | Michael Judge                        | Adrian Ridley                        |                                      |
| 2014 | Scharm asch-Schaich                  | Pankaj Advani                        | 6:1                                  | Kacper Filipiak                      | Mohsen Bukshaisha                    |                                      |
| 2014 | Scharm asch-Schaich                  | Pankaj Advani                        | 6:1                                  | Kacper Filipiak                      | Boonyarit Keattikun                  |                                      |
| 2015 | Karatschi                            | Pankaj Advani                        | 6:2                                  | Yan Bingtao                          | Asjad Iqbal                          |                                      |
| 2015 | Karatschi                            | Pankaj Advani                        | 6:2                                  | Yan Bingtao                          | Muhammad Asif                        |                                      |
| 2016 | Scharm asch-Schaich                  | Darren Morgan                        | 6:4                                  | Chau Hon Man                         | Moh Keen Hoo                         |                                      |
| 2016 | Scharm asch-Schaich                  | Darren Morgan                        | 6:4                                  | Chau Hon Man                         | Andrew Pagett                        |                                      |
| 2017 | Hurghada                             | Darren Morgan                        | 6:4                                  | Kamal Chawla                         | Lee Chun Wai                         |                                      |
| 2017 | Hurghada                             | Darren Morgan                        | 6:4                                  | Kamal Chawla                         | Babar Masih                          |                                      |
| 2018 | Marsa Alam                           | Passakorn Suwannawat                 | 6:2                                  | Thanawat Tirapongpaiboon             | Alok Kumar                           |                                      |
| 2018 | Marsa Alam                           | Passakorn Suwannawat                 | 6:2                                  | Thanawat Tirapongpaiboon             | Muhammad Majid Ali                   |                                      |
| 2019 | Mandalay                             | Laxman Rawat                         | 6:5                                  | Muhammad Asif                        | Pankaj Advani                        |                                      |
| 2019 | Mandalay                             | Laxman Rawat                         | 6:5                                  | Muhammad Asif                        | Thet Min Lin                         |                                      |
| 2020 | keine Austragung (COVID-19-Pandemie) | keine Austragung (COVID-19-Pandemie) | keine Austragung (COVID-19-Pandemie) | keine Austragung (COVID-19-Pandemie) | keine Austragung (COVID-19-Pandemie) | keine Austragung (COVID-19-Pandemie) |
| 2021 | keine Austragung (COVID-19-Pandemie) | keine Austragung (COVID-19-Pandemie) | keine Austragung (COVID-19-Pandemie) | keine Austragung (COVID-19-Pandemie) | keine Austragung (COVID-19-Pandemie) | keine Austragung (COVID-19-Pandemie) |
| 2022 | Kuala Lumpur                         | Shrikrishna Suryanarayanan           | 5:1                                  | Habib Subah                          | Issara Kachaiwong                    |                                      |
| 2022 | Kuala Lumpur                         | Shrikrishna Suryanarayanan           | 5:1                                  | Habib Subah                          | Thor Chuan Leong                     |                                      |
| 2023 | Doha                                 | Michael Georgiou                     | 6:4                                  | Ahsan Ramzan                         | Muhammad Naseem                      |                                      |
| 2023 | Doha                                 | Michael Georgiou                     | 6:4                                  | Ahsan Ramzan                         | Ali Al Obaidli                       |                                      |
| 2024 | Ulaanbaatar                          | Kamal Chawla                         | 6:2                                  | Asjad Iqbal                          | Richard Wienold                      |                                      |
| 2024 | Ulaanbaatar                          | Kamal Chawla                         | 6:2                                  | Asjad Iqbal                          | Malkeet Singh                        |                                      |
| 2025 | Manama                               | Riley Powell                         | 5:4                                  | Pankaj Advani                        | Fung Kwok Wai                        |                                      |
| 2025 | Manama                               | Riley Powell                         | 5:4                                  | Pankaj Advani                        | Aditya Mehta                         |                                      |

### Damen
| Jahr | Austragungsort                       | Weltmeisterin                        | Ergebnis                             | Finalistin                           | Halbfinalistinnen                    |                                      |
| ---- | ------------------------------------ | ------------------------------------ | ------------------------------------ | ------------------------------------ | ------------------------------------ | ------------------------------------ |
| 2013 | Carlow                               | Ng On Yee                            | 4:0                                  | Darja Sirotina                       | Ip Wan In Jaique                     |                                      |
| 2013 | Carlow                               | Ng On Yee                            | 4:0                                  | Darja Sirotina                       | Anastassija Netschajewa              |                                      |
| 2014 | Scharm asch-Schaich                  | Siripaporn Nuanthakhamjan            | 4:2                                  | Anastassija Netschajewa              | Tatjana Vasiljeva                    |                                      |
| 2014 | Scharm asch-Schaich                  | Siripaporn Nuanthakhamjan            | 4:2                                  | Anastassija Netschajewa              | Darja Sirotina                       |                                      |
| 2015 | Karatschi                            | Ng On Yee                            | 5:2                                  | Vidya Pillai                         | Amee Kamani                          |                                      |
| 2015 | Karatschi                            | Ng On Yee                            | 5:2                                  | Vidya Pillai                         | Denise Santos                        |                                      |
| 2016 | Scharm asch-Schaich                  | Siripaporn Nuanthakhamjan            | 4:0                                  | Vidya Pillai                         | Amee Kamani                          |                                      |
| 2016 | Scharm asch-Schaich                  | Siripaporn Nuanthakhamjan            | 4:0                                  | Vidya Pillai                         | Waratthanun Sukritthanes             |                                      |
| 2017 | Hurghada                             | Ng On Yee                            | 4:0                                  | Siripaporn Nuanthakhamjan            | Wan Ka Kai                           |                                      |
| 2017 | Hurghada                             | Ng On Yee                            | 4:0                                  | Siripaporn Nuanthakhamjan            | Anastassija Netschajewa              |                                      |
| 2018 | Marsa Alam                           | Waratthanun Sukritthanes             | 4:2                                  | Ng On Yee                            | Amee Kamani                          |                                      |
| 2018 | Marsa Alam                           | Waratthanun Sukritthanes             | 4:2                                  | Ng On Yee                            | Nutcharut Wongharuthai               |                                      |
| 2019 | Mandalay                             | Nutcharut Wongharuthai               | 4:2                                  | Amee Kamani                          | Bai Yulu                             |                                      |
| 2019 | Mandalay                             | Nutcharut Wongharuthai               | 4:2                                  | Amee Kamani                          | Ng On Yee                            |                                      |
| 2020 | keine Austragung (COVID-19-Pandemie) | keine Austragung (COVID-19-Pandemie) | keine Austragung (COVID-19-Pandemie) | keine Austragung (COVID-19-Pandemie) | keine Austragung (COVID-19-Pandemie) | keine Austragung (COVID-19-Pandemie) |
| 2021 | keine Austragung (COVID-19-Pandemie) | keine Austragung (COVID-19-Pandemie) | keine Austragung (COVID-19-Pandemie) | keine Austragung (COVID-19-Pandemie) | keine Austragung (COVID-19-Pandemie) | keine Austragung (COVID-19-Pandemie) |
| 2022 | Kuala Lumpur                         | Waratthanun Sukritthanes             | 4:0                                  | Vidya Pillai                         | Varsha Sanjeev                       |                                      |
| 2022 | Kuala Lumpur                         | Waratthanun Sukritthanes             | 4:0                                  | Vidya Pillai                         | Ploychompoo Laokiatphong             |                                      |
| 2023 | Doha                                 | Vidya Pillai                         | 4:1                                  | Anupama Ramachandran                 | Bai Yulu                             |                                      |
| 2023 | Doha                                 | Vidya Pillai                         | 4:1                                  | Anupama Ramachandran                 | Narantuya Bayarsaikhan               |                                      |
| 2024 | Ulaanbaatar                          | Ng On Yee                            | 4:3                                  | Fong Mei Mei                         | Vidya Pillai                         |                                      |
| 2024 | Ulaanbaatar                          | Ng On Yee                            | 4:3                                  | Fong Mei Mei                         | Keerthana Pandian                    |                                      |

### World Cup
2020 und 2021 veranstaltete die IBSF jeweils ein Turnier unter dem Namen „6 Red World Cup“, diese werden jedoch nicht in den offiziellen WM-Siegerlisten geführt.
| Jahr          | Austragungsort | Weltmeister            | Ergebnis | Finalist        | Halbfinalisten  |
| ------------- | -------------- | ---------------------- | -------- | --------------- | --------------- |
| 2020 – Damen  | Doha           | Nutcharut Wongharuthai | 5:3      | Diana Stateczny | Wendy Jans      |
| 2020 – Damen  | Doha           | Nutcharut Wongharuthai | 5:3      | Diana Stateczny | Amee Kamani     |
| 2021 – Herren | Doha           | Pankaj Advani          | 7:5      | Babar Masih     | Amir Sarkhosh   |
| 2021 – Herren | Doha           | Pankaj Advani          | 7:5      | Babar Masih     | Richard Wienold |